# Rouillon
Rouillon é uma comuna francesa na região administrativa do País do Loire, no departamento de Sarthe. Estende-se por uma área de 9.15 km². Em 2010 a comuna tinha 2 598 habitantes (densidade: 283,9 hab./km²).